# Colm Tucker
Pas d'image ? Cliquez ici

a Compétitions nationales et continentales officielles uniquement.

b Matchs officiels uniquement.
Colm Christopher Tucker, né le 22 septembre 1952 à Limerick et mort le 11 janvier 2012, est un joueur de rugby à XV qui joue avec l'équipe d'Irlande de 1979 à 1980 évoluant au poste de troisième ligne aile.

## Biographie
Colm Tucker joue en club avec le Shannon RFC et le Munster Rugby. Il obtient sa première cape internationale, le 20 janvier 1979 avec l'équipe d'Irlande, à l’occasion d’un match du tournoi contre l'équipe de France. Il connaît sa dernière cape internationale le 1er mars 1980 toujours pour le tournoi et contre l'équipe de France. Il joue deux test matchs avec les Lions britanniques en 1980 en Afrique du Sud. Il meurt 11 janvier 2012 à l'âge de 59 ans des suites d'une longue maladie.

## Statistiques

### En équipe nationale
- 3 sélections
- Sélections par année : 2 en 1979, 1 en 1980
- Tournois des Cinq Nations disputés : 1979, 1980

### Avec les Lions britanniques
- 2 sélections
- Sélections par année : 2 en 1980 (en Afrique du Sud)